# 살아남은 사람들
《살아남은 사람들》(Akik maradtak, Those Who Remained)은 헝가리에서 제작된 버르너바시 토트 감독의 2019년 드라마, 멜로/로맨스 영화이다. 카롤리 하이덕 등이 주연으로 출연하였다. 제92회 아카데미상의 아카데미 국제영화상에 출품되었고 12월 최종 후보 명단에 들어갔다.

## 출연
- 카롤리 하이덕
- 마리 나기
- 아비겔 소크